# Peterčki
Peterčki (izvirno Quintuplets) je ameriška humoristična nanizanka o petih peterčkih, starih petnajst let, s katerimi imata starša Bob in Carol precejšnje težave.
Serija je imela 22 delov, v Sloveniji jo je predvajal Kanal A.
V nanizanki igrajo:
- Andy Ritcher (Bob)
- Rebecca Creskroff (Carol)
- Jake McDorman (Parker)
- Johny K. Lewis (Pearce)
- April Matson (Penny)
- Sarah Wright (Paige)
- Ryan Pinkston (Patton)